# Bless You
Bless You es una de las baladas más reflexivas de John Lennon, incluida en su álbum Walls and Bridges. Es una canción de amor escrita para su esposa Yoko Ono.

## Inspiración
Aunque Lennon pasó gran parte de los años 1973 y 1974 viviendo con May Pang, su pensamiento nunca estaba lejos de Ono. Al menos tres canciones de Walls And Bridges hablan de ella, y su ausencia hizo que Lennon reflexionara más que nunca.
Lennon pasó 10 días ensayando un conjunto de canciones antes de grabar Walls And Bridges. Entre ellos estaba Bless You, versión que fue lanzada en 1986 en Menlove Ave. Esta versión fue aún más triste que la del álbum.
Poco después del lanzamiento de Walls And Bridges, Lennon describió la canción como la mejor canción del disco.

Como una canción, creo que es la mejor pieza de trabajo en el álbum, aunque he trabajado mucho más en algunas de las otras pistas. En retrospectiva, esa parece ser la mejor pista para mí.
 John Lennon

Una toma alternativa de las sesiones de estudio se incluyó en la recopilación John Lennon Anthology lanzado en 1998. En algún lugar entre el ensayo prima y la toma final de pulido, que mostró cómo Lennon estaba apuntando a una producción más simple que sus álbumes anteriores con Phil Spector.
Lennon, más tarde, reveló su creencia de que la canción de los Rolling Stones Miss You, lanzada en 1978, se basó en Bless You, aunque el parecido es difícil de apreciar.

## Personal
- John Lennon: Voz principal, Guitarra acústica.
- Jesse Ed Davis: guitarra eléctrica
- Eddie Mottau: guitarra acústica
- Ken Ascher: piano, Mellotron.
- Klaus Voormann: Bajo
- Arthur Jenkins: Percusión
- Jim Keltner: Batería